# Orlanda Frauenverlag
Der Orlanda Frauenverlag war ein im Jahr 1974 gegründeter Berliner Buchverlag, der auf politische Literatur und Frauengesundheit spezialisiert war. Der Firmenname ist von dem Roman „Orlando“ von Virginia Woolf abgeleitet. Zuvor lautete der Name des Verlags, der seit 1982 als GmbH firmierte und seit 1986 als Orlanda Frauenverlag im Handelsregister eingetragen war, zunächst frauenselbstverlag und von 1980 bis 1986 sub rosa frauenverlag.
Der Verlag wurde bekannt, als er in den 1970er-Jahren zahlreiche, damals auch provozierende Frauenthemen publizierte. Im Zentrum der Veröffentlichungen vom Kochbuch bis zum biografischen Roman standen vorrangig emanzipatorische Gedanken. So veröffentlichte er unter anderem eines der ersten Bücher über Frauenhandel, Prostitution und Pornografie. Später wandte sich der Verlag auch anderen gesellschaftskritischen Themen wie der rassistischen Diskriminierung oder ökologischen Problemen zu. Zuletzt lag ein besonderer Schwerpunkt auf türkischer Literatur bzw. auf Literatur von Menschen, die in Deutschland persönlich oder familiär auf eine Migrationserfahrung zurückblicken können.
Im Jahr 2018 stellte der Verlag einen Insolvenzantrag und die Website orlando-verlag.de war nicht mehr aktiv.

## Geschichte des Verlags
Die Gründung erfolgte im Jahr 1974 durch Dagmar Schultz zusammen mit einigen Mitstreiterinnen, da keine Chance auf Publikation feministischer Themen von engagierten Frauen bei etablierten Verlagen empfunden wurde. Erste Veröffentlichung war der – gemäß Selbstdarstellung im WG-Wohnzimmer produzierte – Raubdruck des Buchs „Frauenstaat und Männerstaat“ von Mathilde Vaerting. Erfahrungen bei entstehenden Frauenprojekten wie die des 1974 gegründeten Feministischen FrauenGesundheitsZentrums (FFGZ) und des 1976 gegründeten ersten Berliner Frauenhauses bestimmten die folgenden Publikationen wie z. B. das 1976 erschienene Buch „Hexengeflüster“, von dem 1987 die zehnte Auflage erschien. Durchbrüche wurden mit deutschen Übersetzungen zu bis dahin in den Medien nicht thematisierter sexueller Gewalt gegen Kinder wie z. B. 1982 dem Buch „Das bestgehütete Geheimnis: sexueller Kindesmissbrauch“ von Florence Rush, das 1989 in fünfter Auflage erschien, und 1990 „Trotz allem“ von Ellen Bass und Laura Davis, von dem 2009 die fünfzehnte Auflage gedruckt wurde, erzielt. Ab 1983 folgten Veröffentlichungen von Audre Lorde, weitere drei Jahre später das Buch Farbe bekennen von May Ayim. Zu seinem 15. Geburtstag verlegte der Verlag ein Buch von Gertrud Pfister über Flugzeugführerinnen wie z. B. Beryl Markham. Da diese ersten verlegerischen Erfolge aber gleichzeitig die Marktnische feministischer Fachliteratur für etablierte Verlage interessant machten, erweiterte der Orlanda Verlag sein Programm auch auf Belletristik. Erste Erfolge waren die Veröffentlichung des Frauenkrimis „Katzensprung“ der Kanadierin Shirley Shia, der 30.000 Mal verkauft wurde, oder der Roman „Ich hörte den Vogel rufen“ von Sally Morgan. So konnten auch in einer Auflage von 3000 bis 6000 Exemplaren veröffentlichte Sachbücher finanziert werden, wie z. B. Bücher von Christina Thürmer-Rohr zur Frage weiblicher Mitschuld am Patriarchat. Der Verlag erlebte auch, dass sein Motto, ausschließlich Bücher „von Frauen für Frauen“ zu veröffentlichen, manche Männer provoziert. So erhalte er manchmal Manuskripte von Männern, die den Verlag verklagen, wenn sie sie zurückbekämen, oder Männer belagerten seine Messestände und beschimpften die Mitarbeiterinnen. Ende der 1990er-Jahre waren im Verlag seit seiner Gründung bereits über 200 Bücher deutscher und internationaler Autorinnen erschienen.
Bis 2001 führte Dagmar Schultz die Geschäfte des Verlags und gab die Verlagsleitung dann an Anna Mandalka und Ekpenyong Ani ab, ab 2007 war Anna Mandalka alleinige Geschäftsführerin.
Ende 2017 wurde laut Handelsregister ein Unternehmen namens Orlanda Buchverlag UG mit Sitz in Hamburg gegründet (seit November 2019: Orlanda Verlag GmbH mit Sitz in Berlin), das sich nicht als Nachfolger des Orlanda Frauenbuchverlags ausweist, jedoch dessen frühere Domain orlanda-verlag.de übernommen hat.

## Belege
1. 1 2  Sabine am Orde: Um die Existenz muß immer wieder gekämpft werden. In: taz. 7. Juli 1994.
2. 1 2 3  Katja Leyrer: Und sie bewegt sich doch! In: Jungle World. 5. März 1998.
3. 1 2  Der Frauenbuchverlag Orlanda hat sich neu aufgestellt. Auf: boersenblatt.net vom 22. April 2021.
4. ↑  Website orlanda-verlag.de am 25. März 2018.
5. ↑  Christiane Ewert: Hexengeflüster: Frauen greifen zur Selbsthilfe. Orlanda Verlag 10. Auflage 1987, ISBN 978-3-922166-03-0
6. ↑  Florence Rush: Das bestgehütete Geheimnis: sexueller Kindesmissbrauch. Orlanda Verlag 5. Auflage 1989, ISBN 978-3-922166-11-5
7. ↑  Ellen Bass, Laura Davis: Trotz allem: Wege zur Selbstheilung für Frauen, die sexuelle Gewalt erfahren haben. 15. Auflage Orlanda Verlag 2009, ISBN 978-3-936937-70-1
8. ↑  May Opitz, Katharina Oguntoye, Dagmar Schultz: Farbe bekennen. Afro-deutsche Frauen auf den Spuren ihrer Geschichte. 4. Auflage. Berlin 2016, ISBN 978-3-944666-20-4.
9. ↑  Jasmin Kalarickal: „Aus der Unsichtbarkeit getreten“. In: taz. 3. Mai 2017
10. ↑  Gertrud Pfister: Das Flugzeug ist mein Planet. In: taz. 15. September 1989.
11. ↑  Gertrud Pfister: Fliegen – ihr Leben: die ersten Pilotinnen. Orlanda Verlag 1989, ISBN 978-3-922166-49-8
12. ↑  Shirley Shea: Katzensprung: ein Kriminalroman. Orlanda Verlag 2. Auflage 2002, ISBN 978-3-929823-96-7
13. ↑  Sally Morgan: Ich hörte den Vogel rufen. Orlanda Verlag 1991, ISBN 978-3-922166-77-1
14. ↑  Ulrike Winkelmann: Normierungsdruck. In: taz. 29. November 1999.
15. ↑  Damenwahl. In: Der Tagesspiegel. 8. März 2006.